# Závojského vila
Závojského vila (též Koldova vila) je budova čp. 9 v Doubravníku v okrese Brno-venkov. Je v ní zřízen památník akademika Koldy.  Od roku 2020 je vila chráněna jako kulturní památka.

## Historie
Dům nechal v roce 1912 postavit Felix Závojský, stavitelem byla firma pana Hykrdy z Tišnova. Stavba byla vybudována v secesním stylu, díky čemuž tvoří výjimečnou stavbu v Doubravníku a okolí. V roce 1921 Felix Závojský zemřel a vilu zakoupil Karel Žofka; ten ji v roce 1938 prodal Janu Koldovi, přednostovi Anatomického ústavu Vysoké školy veterinární v Brně. Jan Kolda ve vile žil více než 20 let a když v roce 1958 zemřel, odkázal ji Akademii zemědělských věd. Ta o dědictví zájem neměla a vila propadla státu. V roce 1959 byla budova předána obci Doubravník. V roce 1961 byla v přízemí budovy vybudována mateřská škola a v prvním patře byla zřízena obřadní síň. V podkroví byl v roce 1962 umístěn obecní archiv a roku 1968 zde byl otevřen i památník akademika Koldy. V roce 1975 pak byla do budovy umístěna ordinace lékaře a roku 1979 byla v sousedství budovy postavena druhá budova mateřské školy, čímž došlo ke znehodnocení architektonické hodnoty vily. Až v roce 2006 byla nová budova školky upravena a oddělena od vily. Archiv byl roku 2001 z budovy přemístěn. V podkroví tak zůstal památník akademika Koldy a byla sem umístěna i petrografická sbírka Stanislava Vosyky a dary místního rodáka Františka Jelínka. V roce 2007 došlo k rekonstrukci střechy vily a roku 2009 byla do domu přesunuta obecní knihovna.
Na domě je od 12. září 1968 umístěna pamětní deska Jana Koldy.